# Karl-Liebknecht-Haus

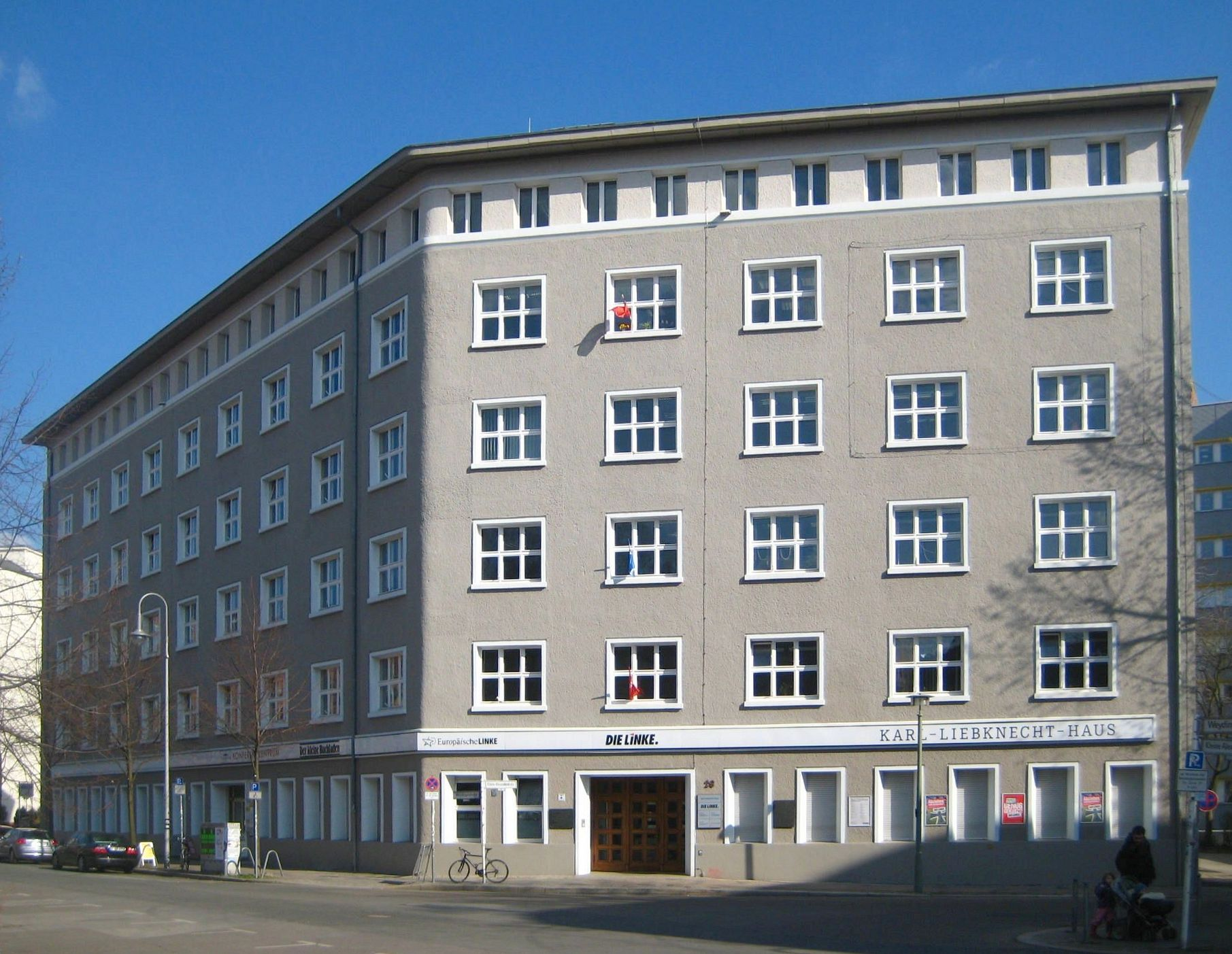
Karl-Liebknecht-Haus (2010)

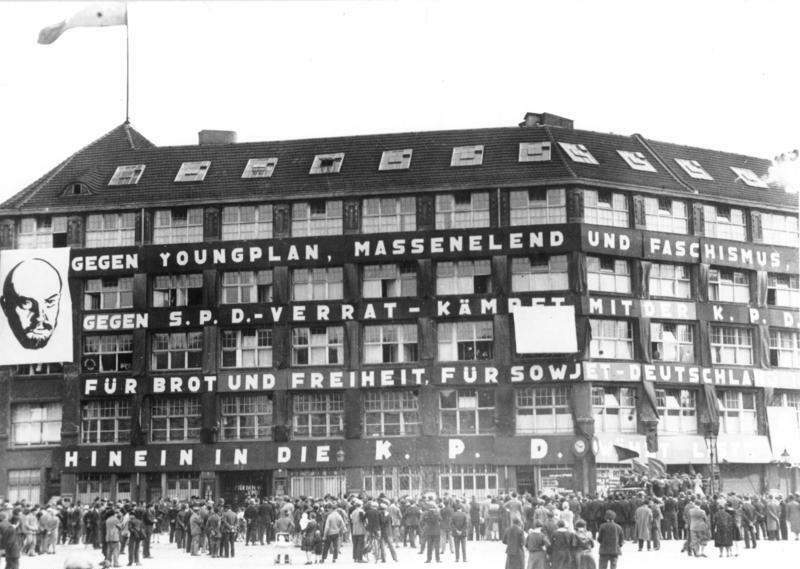
Slagord på Karl-Liebknecht-huset under riksdagsvalrörelsen 1930

Karl-Liebknecht-Haus är en kulturminnesskyddad kontorsbyggnad i stadsdelen Mitte i centrala Berlin och hyser sedan 2007 bland annat det tyska vänsterpartiet Die Linkes huvudkontor. Det ligger vid Kleinen Alexanderstraße 28 och den angränsande Weydingerstraße 14–16 mellan Alexanderplatz och Rosa-Luxemburg-Platz i Mitte. 
Byggnaden uppfördes 1910 som kontorslokal på uppdrag av fabrikören Rudolph Werth. Den kom att uppkallas efter Karl Liebknecht, sedan Tysklands kommunistiska parti (KPD) förvärvat huset i november 1926. Då inhystes KPD:s centralkommitté, kansliet för partidistriktet Berlin-Brandenburg-Lausitz-Grenzmark, redaktionen för KPD:s tidning Die Rote Fahne, en bokhandel, ungdomsförbundets centralkommitté, en affär för Roter Frontkämpferbund-uniformer och ett tryckeri i byggnaden.
Den politiska polisen (Politische Polizei) genomsökte i februari 1933 Karl-Liebknecht-huset flera gånger. Den 26 februari 1933 stängdes det. SA besatte byggnaden den 8 mars 1933 och kallade den Horst-Wessel-Haus. Nu kom det att användas som ett ”vilt” koncentrationsläger för att tortera nazimotståndare, sedermera nyttjas av politiska polisens avdelning för bolsjevismbekämpning, därefter av Gestapo. Efter en ombyggnad tjänade den från 1935 som säte för den preussiska finansförvaltningens lantmäterimyndighet och från 1937 för SA-Gruppe Berlin-Brandenburg.
Under andra världskriget förstördes huset delvis. 1949 byggdes det upp på nytt med smärre fasadförändringar. Byggnaden kom nu att nyttjas av Tysklands socialistiska enhetsparti (SED), sedermera av Institut für Marxismus-Leninismus som kontors- och övernattningslokal.
Efter samhällsomvälvningarna i Östtyskland 1989–1990 uppstod en tvist om partiernas och massorganisationernas tillgångar. Inom SED och blockpartierna var frågan om rättmätigt eller orättmätigt beslagtagna förmögenheter på tapeten. Som efterföljare till SED förde Demokratiska socialistiska partiet (PDS) tvisterna med de nya statliga myndigheterna. Dispyten nådde klimax i en hungerstrejk med prominenta PDS-medlemmar och diverse husrannsakningar av polisen. I en förlikning avstod PDS slutligen från större delen av sin fasta egendom. Karl-Liebknecht-Haus och Hotel am Wald i Elgersburg i Thüringen är i dag partiets enda fasta egendomar, då dessa tillhörde KPD före SED:s bildande 1946.
Från 1990 till 2007 stod Demokratiska socialistiska partiets particentral jämte ledningen för partiets delstatsorganisation i Berlin att finna i byggnaden. Sedan partiombildningen med WASG härbärgerar den partiet Die Linkes riks- och Berlinkansli. I husdelen vid Weydingerstraße finns dessutom en bokhandel och kontor för diverse organisationer och föreningar, däribland FDJ.